# Bière du Québec
La bière du Québec est souvent brassée avec des ingrédients québécois et suivant les recettes des traditions brassicoles française, belge et britannique. Elle se distingue de la bière brassée dans les autres régions de l'Amérique du Nord notamment par la place qu'y occupent les bières de fermentation haute en général et particulièrement celles de type belge.

## Histoire
La bière québécoise possède une histoire qui remonte à la colonisation française du continent américain, avec notamment la fondation de l'éphémère brasserie de l'intendant Jean-Talon. L'industrie se développe lentement par la suite mais prend véritablement son essor après la conquête britannique. C'est cependant depuis la fin des années 1980 qu'une véritable industrie de la bière artisanale se développe un peu partout dans les régions du Québec.

### Nouvelle-France
Dès le commencement de la colonisation française, les habitants concoctent une boisson qui sera caractéristique du pays pendant longtemps : la bière d'épinette. Bien qu'aujourd'hui la bière d'épinette désigne plutôt une boisson gazeuse sucrée et non-alcoolisée, historiquement il s'agit bel et bien d'une bière dans laquelle l'épinette et parfois d'autres « épices » et racines remplaçaient le houblon avec un faible pourcentage d'alcool.
D'après l'historien Benjamin Sulte, les premiers colons québécois étaient originaires des régions de France où l'on produisait plus le cidre et la bière que le vin. Ils y auraient amené entre autres le « bouillon », boisson alcoolisée consommée en Picardie et en Haute-Normandie. Pierre Boucher, gouverneur de Trois-Rivières, se fait interroger au sujet de la colonie lors d'un voyage en France. Il affirme essentiellement que « le vin est servi dans les familles bien nanties, la bière est laissée aux moins fortunés, alors que d'autres se contentent d'une boisson appelée le bouillon. Les plus pauvres d'entre tous boivent uniquement de l'eau qui s'avère d'excellente qualité. » La préférence populaire accordée au vin est par ailleurs ce que rapporte l'histoirenne Catherine Ferland dans son ouvrage "Bacchus en Nouvelle-France".
Dès 1620, les Récollets brassent une bière au couvent de Notre-Dame-des-Anges.
En 1627, Louis Hébert brasse à son tour grâce à son matériel d'apothicaire.
Les Relations des Jésuites de 1646 mentionnent que le frère Ambroise préparait de la bière pour les habitants à Sillery.
En 1642 Louis Prud’homme devient le premier brasseur professionnel.
Un contrat de mariage daté du 22 octobre 1650 mentionne l'existence d'une brasserie à Montréal. En effet, Monsieur de Maisonneuve offre aux nouveaux mariés « une terre contiguë à la propriété de la brasserie ».
En 1690, le sieur de Longueuil établit une brasserie sur ses terres. Elle est en ruine en 1735. De 1704 à 1744, les frères Charron, fondateurs de l'Hôpital général de Montréal, ajoutent une brasserie à leur établissement. Dans tous les cas, la distribution reste localisée.
C'est l'intendant Jean Talon, arrivé dans la colonie en 1665, qui tente la première entreprise brassicole à vocation commerciale de l'histoire du Québec. En 1668, il fonde une brasserie dans la ville de Québec avec pour ambition de créer un débouché pour les agriculteurs. La brasserie produit alors des bières à partir de ressources locales : l'eau (disponible en abondance), le grain (surtout de l'orge mais aussi du blé et, dans une moindre mesure, du seigle) et bien sûr du houblon, que l'on plante dans de vastes champs appartenant à Talon mais aussi dans de petits jardins de Québec. L'intendant est optimiste : dans sa correspondance avec le roi de France, il prétend que sa brasserie produira éventuellement jusqu'à 4 000 barriques de bière par année, et que l'on pourra exporter la moitié de la production aux Antilles, voire en Europe.
Dans les faits, la production s'avère cependant éphémère : la brasserie ferme ses portes après à peine dix années d'existence. Des brasseurs professionnels ouvrent des établissements à Québec, Trois-Rivières et Montréal tout au long des XVIIe et XVIIIe siècles, mais la production demeure modeste. La concurrence des vins et eaux-de-vie importés d'Europe expliquerait le faible engouement des Canadiens pour la bière locale. Il faudra attendre le Régime anglais pour voir la production véritablement démarrer à grande échelle.

### Industrialisation
C'est sous le régime britannique que les premiers brasseurs industriels font leur apparition. En 1785, John Molson, un Anglais immigré au Québec en 1782 à l'âge de 18 ans, reprend la brasserie de Thomas Loid qui est en production au Pied-du-Courant depuis trois ans. La production de Molson débute en 1786. Cette institution montréalaise, qui existe toujours, est vieille de plus de 200 ans.
L'implantation de la brasserie Carling-O'Keefe à Montréal est le résultat de la fusion d'une vingtaine de brasseries québécoises dont les plus connues étant les brasseries Dawes et Dow. Molson et O'Keefe fusionnent en 1989.
La Brasserie Labatt, dont le siège social se trouve à London en Ontario, s'installe à LaSalle, en 1952. Les bières Labatt étaient cependant disponibles à Montréal dès 1878, via une agence de distribution.
En 1995, Labatt est racheté par Interbrew (aujourd'hui InBev). Molson fusionne avec Coors en 2005.

### Renaissance
Des années 1960 aux années 1980, l'industrie brassicole du Québec n'était donc composée que de deux brasseurs, Molson et Labatt, qui ensemble monopolisaient le marché autant au Québec que dans tout le Canada.
C'est en 1982 que La Brasserie Massawippi de North Hatley élabore la première bière artisanale à vocation commerciale: La Massawippi, une ale à 5 % d'alcool, brassée selon la loi de la pureté allemande de 1516.
C'est à partir du milieu des années 1980 que la Régie des alcools, des courses et des jeux du Québec commence à délivrer un nouveau type de permis autorisant un établissement à brasser de la bière de façon artisanale. Ce permis limitait la vente de la bière fabriquée aux lieux de sa fabrication.
Le 1er juillet 1986, la Brasserie le Lion D'Or sert sa première pinte au Pub du même nom à Lennoxville.
En 1986, Le Cheval Blanc sur la rue Ontario à Montréal obtient un permis de brasseur artisan. Les quatre années suivantes virent l'apparition de microbrasseurs comme GMT, McAuslan, les Brasseurs du Nord, Brasseurs de l'Anse, Schoune et Seigneuriale.
En 1990, André Dion et Serge Racine fondent Unibroue en rachetant 75 % des parts de La Brasserie Massawippi. Dès 1991, la compagnie fait connaître sa première bière, la Blanche de Chambly.
Depuis, d'autres brasseries et microbrasseries ont pris leur essor. Voir Liste de microbrasseries québécoises
Depuis 1994, l'événement international Le Mondial de la bière se déroule chaque été à la Gare Windsor de Montréal, et à la Place Bonaventure depuis 2011.
En mars 2008, le Québec comptait 59 brasseurs produisant quelque 402 bières.
En 2010, les deux brasseries ayant longtemps dominé le marché de l'alcool au Québec, Molson et Labatt, ont affirmé leur intention de faire reculer l'importance qu'ont acquis le vin et les bières microbrassées ou importées. Entre 2000 et 2009, le marché des bières domestiques a augmenté de 2,3 %, contre 4 % pour les bières d'importation.